# Аделхайд фон Хоя
Вижте пояснителната страница за други личности с името Аделхайд.
Аделхайд фон Хоя (на немски: Adelheid von Hoya; * ок. 1470; † 11 април 1515) е графиня от Хоя и чрез женитби графиня на Бентхайм-Щайнфурт и на Валдек-Айзенберг.
Тя е дъщеря на граф Ото VI фон Хоя († 1497) и съпругата му Анна фон Липе († 1533), дъщеря на Бернхард VII фон Липе (1429 – 1511) и Анна фон Холщайн-Шауенбург (1435 – 1495). Майка ѝ Анна фон Липе се омъжва втори път 1510/1511 г. за граф Йохан II фон Насау-Байлщайн (1460 – 1513).
Аделхайд фон Хоя умира на 11 април 1513 г. и е погребана в Неце.

## Фамилия
Аделхайд фон Хоя се омъжва на 1 ноември 1494 г. за граф Ебервин II (Евервин II) фон Бентхайм-Щайнфурт (1467 – 1498), господар на Щайнфурт, от 1495 г. първият граф на Щайнфурт (1466 – 1498), син на граф Арнолд I фон Бентхайм-Щайнфурт, господар на Щайнфурт († 1466), и Катарина фон Гемен († 1502). Те имат две деца:
- Катарина фон Бентхайм († сл. 535), канонеса във Витмаршен
- Арнолд II фон Бентхайм-Щайнфурт (* 1497; † 19 август 1553), граф на Бентхайм-Щайнфурт, господар на Вефелингховен, женен I. пр. 6 януари 1522 г. за Мария фон Бентхайм(* 25 август 1502; † 26 август 1527), II. на 30 януари 1530 г. за бургграфиня Валпурга фон Бредероде (* 8 януари 1512; † между 29 септември и 6 януари 1567)

Аделхайд фон Хоя се омъжва втори път на 20 ноември 1503 г. за граф Филип III фон Валдек-Айзенберг (* 9 декември 1486; † 20 юни 1539), син на граф Филип II фон Валдек-Айзенберг († 1524) и първата му съпруга Катарина фон Золмс-Лих († 1492). Те имат децата:
- Ото (* ок. 1504; † 8 март 1541)
- Елизабет (* 8 май 1506; † ок. 1562), омъжена на 31 януари 1525 г. в Антверп за Жан VI дьо Мелун, бургграф на Ганд († 1551)
- Волрад II (* 27 март 1509; † 15 април 1575), основател на т. нар. „Средна Айзенбергска линия“, женен на 6 юни 1546 г. във Валдек за графиня Анастасия Гюнтера фон Шварцбург-Бланкенбург (* 31 март 1526; † 1 април 1570)
- Ерика (* 19 март 1511; † 8 октомври 1560), омъжена I. 1526 г. за граф Еберхард IV фон Марк-Аренберг († 1531), II. на 3 февруари 1532 г. за граф Дитрих V фон Мандершайд-Вирнебург († 1560)

През 1519 г. Филип III се жени втори път за Анна фон Клеве фон Клеве (1495 – 1567).